# El Collado (Granada)
El Collado es una localidad y pedanía española perteneciente al municipio de Cúllar, en la provincia de Granada, comunidad autónoma de Andalucía. Está situada en la parte septentrional de la comarca de Baza. Cerca de esta localidad se encuentran los núcleos de El Margen y La Alquería.